# Vilda kockar
Vilda kockar är ett svenskt lek- och matprogram som hade premiär på SVT1 och SVT Play den 1 juni 2023. Första säsongen består av sex avsnitt.

## Handling
Serien kretsar kring sex stycken kockar som i tre tvåmannalag tävlar om vilka som kan laga den godaste maten över öppen eld. Lagen har en timme på sig att göra en förrätt och en varmrätt. Programledare och en av domarna är Niklas Ekstedt. De sex kockar som tävlar är Filip Poon, Zeina Mourtada, Leila Lindholm, Erik Brännström, Erik Videgård och Lisa Lemke. Serien är inspelad vid Skuleberget.

## Medverkande (i urval)
- Niklas Ekstedt – programledare
- Filip Poon
- Zeina Mourtada
- Leila Lindholm
- Erik Brännström
- Erik Videgård
- Lisa Lemke
- Ulrika Brydling